# Menesida planifrons
Menesida planifrons là một loài bọ cánh cứng trong họ Cerambycidae.